# G Móvil
G Móvil es una empresa mexicana fundada en el año 2022 en Culiacán, Sinaloa, México que brinda servicios de telecomunicaciones como operadora de telefonía móvil. Es parte de la Red Compartida de Altán Redes, la empresa mexicana responsable de diseñar, desplegar, operar y comercializar redes y servicios de internet en México. Pertenece a Grupo Alerta, que brinda el soporte y respaldo de compañías hermanas como Gaspasa, TVP, Diesgas y muchas otras.

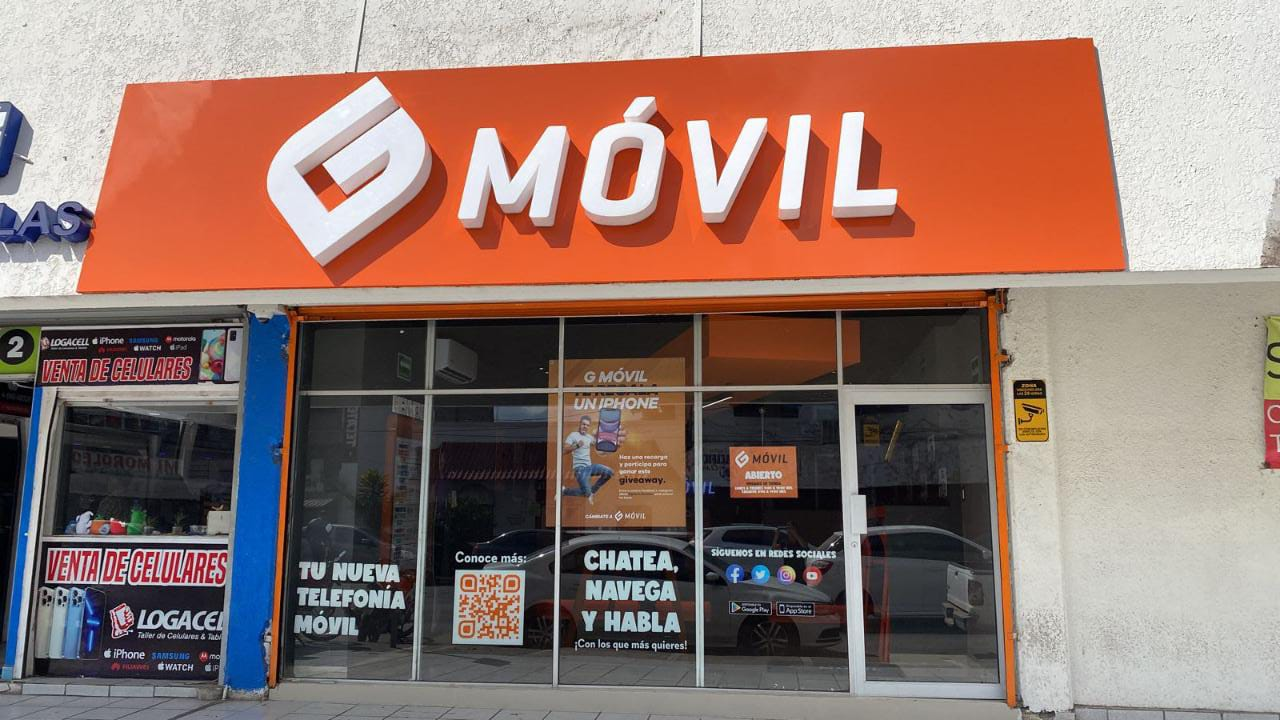
Tienda de telefonía móvil G Móvil en Culiacán

## Historia
La Reforma Ley Federal de Telecomunicaciones y la Radiodifusión, también llamada Reforma de Telecomunicaciones de Enrique Peña Nieto, es una reforma constitucional presentada por el Presidente de la República, Enrique Peña Nieto, dentro del marco de los acuerdos y compromisos establecidos en el Pacto por México y el 22 de mayo de 2013, la Comisión Permanente del Congreso de la Unión la declaró constitucional.
El 24 de marzo de 2014, el Presidente de la República, Enrique Peña Nieto, envió a la Cámara de Senadores del H. Congreso de la Unión la Iniciativa de decreto por el que se expiden la Ley Federal de Telecomunicaciones y Radiodifusión, y la Ley del Sistema Público de Radiodifusión de México y se reforman, adicionan y derogan diversas disposiciones en materia de telecomunicaciones y radiodifusión. Dicha iniciativa derivó de la reforma constitucional a los artículos 6o, 7o, 27, 28, 73, 78, 94 y 105 de la Constitución Política de los Estados Unidos Mexicanos, en materia de telecomunicaciones, que fue publicada en el Diario Oficial de la Federación de 11 de junio de 2013. La iniciativa fue objeto de discusiones y debates en el seno de las Cámaras de Diputados y Senadores, las cuales la aprobaron con amplia mayoría, realizando diversas modificaciones que la enriquecieron y precisaron.
El 14 de julio de 2014, se publicó en el Diario Oficial de la Federación de la Ley Federal de Telecomunicaciones y Radiodifusión, que tiene por objeto regular, entre otros, el uso, aprovechamiento y explotación del espectro radioeléctrico, el espacio que se utiliza para brindar los servicios de telecomunicaciones y radiodifusión, las redes públicas de telecomunicaciones, la prestación de los servicios públicos de interés general de telecomunicaciones y radiodifusión la telefonía fija y móvil, los servicios y contenidos de televisión restringida y abierta, y la convergencia entre estos.
La reforma tuvo como propósito principal el permitir el acceso de la población a las tecnologías de la información y la comunicación, incluida la banda ancha, así como establecer condiciones de competencia y libre concurrencia en los servicios de telecomunicaciones y radiodifusión, con el objetivo de que un mayor número de usuarios accediera a dichos servicios en mejores términos de calidad y precio.
Lo que esto significa es que toda la actividad que se realice en internet así como el uso mismo de este servicio, quedará bajo control absoluto del estado. Esto propone cierta seguridad para el país, permitiendo que las autoridades competentes observen y den seguimiento a la actividad de todos los usuarios, así como al consumo y contenidos que estos hacen y producen en línea. Por otro lado, esto también podría cruzar líneas importantes en términos de censura de expresión y limitantes en el uso de los medios.
G Móvil surge a inicios del 2022 como ecommerce, promoviendo una nueva alternativa de telefonía móvil al alcance. A mediados del 2022, inauguró su primera tienda física en Mazatlán, Sinaloa. En seguida, inauguró su segunda sucursal en Culiacán, Sinaloa. A finales del 2022, G Móvil inaugura dos sucursales más, una en Los Mochis, Sinaloa y otra en Ciudad Obregón, Sonora. Contando así con 4 sucursales físicas en total.

## Servicios
Los productos ofrecidos por G Móvil son: paquetes de telefonía móvil, paquetes especiales de telefonía móvil, equipos y recargas.

## Cobertura[2]
Actualmente, G Móvil se concentra en la mayoría de los estados de México, contando con cobertura actual, garantizada y ampliada.
| Estados             | Cobertura Actual | Cobertura Garantizada | Cobertura Ampliada |
| ------------------- | ---------------- | --------------------- | ------------------ |
| Aguascalientes      | X                | X                     | X                  |
| Baja California     | X                | X                     | X                  |
| Baja California Sur |                  |                       | X                  |
| Campeche            | X                | X                     | X                  |
| Chiapas             | X                | X                     | X                  |
| Chihuahua           | X                | X                     | X                  |
| Coahuila            | X                | X                     | X                  |
| Colima              | X                | X                     | X                  |
| Ciudad de México    | X                | X                     | X                  |
| Durango             | X                | X                     | X                  |
| Estado de México    | X                | X                     | X                  |
| Guanajuato          | X                | X                     | X                  |
| Guerrero            | X                | X                     | X                  |
| Hidalgo             | X                | X                     | X                  |
| Jalisco             | X                | X                     | X                  |
| Michoacán           | X                | X                     | X                  |
| Morelos             | X                | X                     | X                  |
| Nayarit             | X                | X                     | X                  |
| Nuevo León          | X                | X                     | X                  |
| Oaxaca              | X                | X                     | X                  |
| Puebla              | X                | X                     | X                  |
| Querétaro           | X                | X                     | X                  |
| Quintana Roo        | X                | X                     | X                  |
| San Luis Potosí     | X                | X                     | X                  |
| Sinaloa             | X                | X                     | X                  |
| Sonora              | X                | X                     | X                  |
| Tabasco             | X                | X                     | X                  |
| Tamaulipas          | X                | X                     | X                  |
| Tlaxcala            | X                | X                     | X                  |
| Veracruz            | X                | X                     | X                  |
| Yucatán             | X                | X                     | X                  |
| Zacatecas           | X                | X                     | X                  |